# Качинский муниципальный округ
Качинский муниципальный округ — муниципальное образование, наделённое статусом внутригородского муниципального образования в Нахимовском районе в составе города федерального значения Севастополя.
Административный центр расположен в городском населённом пункте — посёлке Кача.
Образован в соответствии с законом города Севастополя от 3 июня 2014 года № 17 − ЗС «Об установлении границ и статусе муниципальных образований в городе Севастополе».

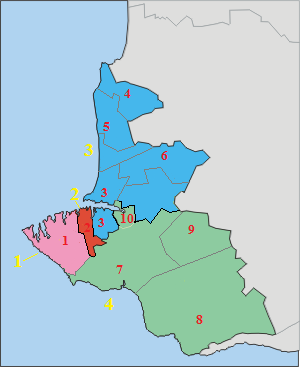
Нахимовский район — № 3 (жёлтым),
Качинский муниципальный округ —
№ 5 (красным)

## География
Занимает северную часть Нахимовского района и всего города федерального значения Севастополя. Граничит на севере с Андреевским, на востоке с Верхнесадовским, на юге — с Нахимовским муниципальными округами Нахимовского района Севастополя. На востоке проходит граница с Тенистовским сельским поселением Бахчисарайского района Республики Крым. На западе  — омывается Чёрным морем.

## Состав
На территории Качинского муниципального округа находятся населённые пункты:
| № | Название населённого пункта | Прежнее название нп | Тип нп  | Население |
| - | --------------------------- | ------------------- | ------- | --------- |
| 1 | Кача                        |                     | посёлок | ↗6233     |
| 2 | Вишнёвое                    | (Эски-Эли)          | село    | ↘747      |
| 3 | Орловка                     | (Мамашай)           | село    | ↘847      |
| 4 | Осипенко                    |                     | село    | ↘476      |
| 5 | Полюшко                     |                     | село    | ↗1951     |

## Население
| 2001  | 2014    | 2015  | 2016  | 2017  | 2018  | 2019  |
| ----- | ------- | ----- | ----- | ----- | ----- | ----- |
| 8886  | ↘8303   | →8303 | ↗8876 | ↗9069 | ↗9091 | ↘8967 |
| 2020  | 2021    |       |       |       |       |       |
| ↘8849 | ↗13 471 |       |       |       |       |       |

в таблице данные по муниципальным образованиям Севастополя из источника Росстата на 1 января 2015 года фактически дублируют данные итогов переписи населения в КФО по состоянию на 14 октября 2014 года
По итогам переписи населения в Крымском федеральном округе по состоянию на 14 октября 2014 года численность постоянного населения муниципального округа составила 8303 человека, из которых 51,57 % или 4282 человека — городское население (посёлок Кача) и 48,43 % или 4021 человек — сельское население.
Национальный состав населения (перепись 2014 года):
| национальность  | всего, чел. | % от указав- ших |
| --------------- | ----------- | ---------------- |
| указали         | 8230        | 100,00%          |
| русские         | 5845        | 71,02%           |
| украинцы        | 1213        | 14,74%           |
| крымские татары | 714         | 8,68%            |
| татары          | 193         | 2,35%            |
| белорусы        | 77          | 0,94%            |
| армяне          | 26          | 0,32%            |
| другие          | 162         | 1,97%            |
| не указали      | 73          |                  |
| всего           | 8303        |                  |

По оценке на 1 января 2013 года население Качинского поссовета составляла 10053 человека наличного населения.